# Shatt al-Arab
Shatt al-Arab (în arabă شط العرب, lit. Râul arabilor) este un râu în lungime de 200 kilometri (120 mi) care se formează la confluența sistemului fluvial al râurilor Tigru - Eufrat din orașul al-Qurnah din Guvernoratul Basra din sudul Irakului. Capătul sudic al râului constituie granița Iran - Irak până la gura râului, unde se varsă în Golful Persic. Shatt al-Arab variază în lățime de la aproximativ 232 metri (761 ft) la Basra până la 800 metri (2.600 ft) la gura sa. Se crede că căile navigabile s-au format relativ recent în timp geologic, Tigru și Eufrat golindu-se inițial în Golful Persic printr-un canal mai la vest.
Karun, un afluent care unește căile navigabile din partea iraniană, depune cantități mari de nămol în râu; acest lucru necesită dragare continuă pentru a-l menține navigabil.
Zona deținea cea mai mare pădure de curmali din lume. La mijlocul anilor 1970, regiunea includea 17-18 milioane de palmieri: o cincime din cei 90 de milioane de palmieri din lume. Cu toate acestea, până în 2002, mai mult de 14 milioane de palmieri au fost distruși de factori combinați de război, sare și dăunători; acest număr include aproximativ 9 milioane de palmieri în Irak și 5 milioane în Iran. Mulți dintre cei 3-4 milioane de copaci rămași sunt în stare precară de sănătate.

## Geografie

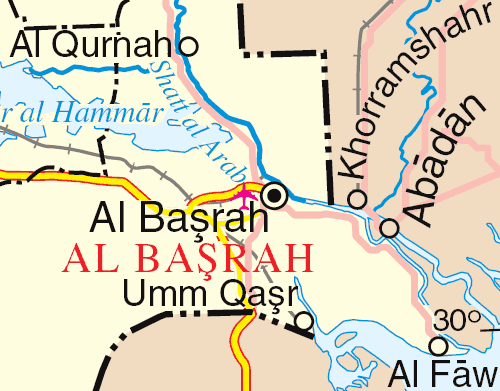
Hartă

Shatt al-Arab este format din confluența râurilor Tigru și Eufrat la Al-Qurnah, și se varsă în Golful Persic la sud de orașul Al-Faw.